# 日耳曼鎮區 (堪薩斯州史密斯縣)
日耳曼鎮區（英語：German Township）為美國堪薩斯州史密斯縣轄下的鎮區。2010年美国人口普查中該鎮區人口有30人。

## 地理
日耳曼鎮區涵蓋總面積為92.21平方（35.60平方英里）。

## 人口統計
根據2010年美國人口普查，日耳曼鎮區人口有30人，住房12戶，人口密度為0.33人/每平方公里。此鎮區居民之種族中，白人佔93.33%，非裔美國人佔0%，美洲原住民佔0%，亞裔美國人佔3.33%，太平洋島裔美國人佔0%，其他種族佔0%，混血種族則佔3.33%。而西班牙裔或拉丁裔美國人佔此鎮區人口的0%。